# Max W. Kimmich
Pour les articles homonymes, voir Kimmich.
Max Wilhelm Axel Kimmich, né le 4 novembre 1893 à Ulm en royaume de Wurtemberg, mort le 16 janvier 1980 à Icking en Allemagne, est un réalisateur, producteur et scénariste allemand. Il était aussi le beau-frère de Joseph Goebbels.

## 1893 - 1933
Née à Ulm, il était le fils du peintre et professeur d’art Karl Kimmich et de son épouse Christine, née Authenrieth, qui était la fille d´une famille de entrepreneurs badois. Son frère Karl a 13 ans de plus que lui. Il étudie la politique et passe une thèse sur les Crédits de l’état en Allemagne, la France et l’Angleterre. Max Kimmich, en revanche, étudie dans des académies militaires à Carlsruhe et à Berlin et prend part à Première Guerre mondiale. Après la guerre, il étudie plusieurs semestres à la faculté de médecine, mais au début des années 1920, il s’intéresse à la nouvelle industrie du cinéma. Au début, il travaille pour la Compagnie allemande du Cinéma (Deutsche Lichtspielgesellschaft) comme conseiller dramatique et assistant. En 1922, il devient employé de production à la Rochus-Gliese-Compagnie à Breslau, qui était rebaptisée Compagnie européenne du Cinéma après le départ de Gliese en 1923. Ensuite, il va à Hollywood où il travaille pour Universal Pictures en tant que conseiller dramatique et, selon lui, aussi comme réalisateur. À la fin de la décennie, il retourne en Europe. Avec Viktor Brumlik, il réalise la coproduction tchéco-allemande Kennst du das kleine Haus am Michigansee?. En 1930, il compose la musique de son premier film parlant, Vagues des passion ou Wellen der Leidenschaft en allemand. Ensuite, il écrit des scripts pour des films d’aventures comme Le Front invisible (1932) ou On Secret Service (1933).

## 1933 - 1945
Après l'arrivée au pouvoir des nationaux-socialistes en janvier 1933, Kimmich brûle les étapes. Il rédige les scripts de plusieurs films d’aventures - quelquefois avec un arrière-goût nationaliste (par exemple Bourreaux, Femmes et Soldats de 1935) et travaille pour les réalisateurs Harry Piel et Paul Wegener. Après plusieurs courts métrages et travaux d'assistant-réalisateur, il produit en 1938 son premier film comme réalisateur: le film policier Le Quatrième n'arrive pas (en allemand Der Vierte kommt nicht), dont le scénario est diffusé aussi à la radio le 18 mars 1938. En février 1938, Kimmich épouse Maria Goebbels, la sœur du ministre de la Propagande.
Il devient alors un expert de films de propagande anti-anglaise comme Le Renard de Glenarvon (ou Grandison, le félon), de 1940. Ce film obtient le prédicat  de film artistique de choix de la part du bureau de vérification du film, institution du ministère de la propagande. Kimmich obtient aussi des prédicats pour ses films Le Fugitif de Chicago et Je me chante dans ton cœur de 1934, Bourreaux, Femmes et Soldats de 1935 ainsi que Le Quatrième n'arrive pas de 1938. Tous ces films sont également qualifiés de films artistiques de choix. De même, son œuvre Germanin, qui dépeint la vie d’un docteur allemand qui recherche un médicament contre la maladie du sommeil, reçoit le prédicat de film de choix pour l'État, aussi bien que film artistique de choix. Mais le film qui reçoit le plus d'éloges du régime est Ma vie pour l'Irlande de 1940-1941 : ce film reçoit non seulement le prédicat artistique de choix, mais aussi celui d’État et de choix pour la jeunesse. En revanche, son œuvre Bagatelles qui devait sortir en 1944-1945 ne vit pas le jour à cause de la fin de la guerre en mai 1945. À cette époque, Kimmich était probablement à Vienne pour travailler à ce film.

## 1945 - 1980
Après la capitulation allemande, Kimmich déménage de Berlin au village bavarois de Mörlach, (situé 15 kilomètres sud de Munich), avec sa femme, sa belle-mère et sa fille née au début de l’année. Ils y vivent en secret pour un an. Mais en juin de 1946, ils sont repérés et ensuite interrogés quelques fois par les Américains. Lors des interrogatoires, tous les adultes nient connaitre Joseph Goebbels. Kimmich claimant que son beau-frère, contraire de son autopromotion à ses journaux intimes, n'était pas très attaché à sa famille et se faire rare à leur habitat. C'était la raison pourquoi ils sont déménager de Berlin contraire de la ordre de Goebbels en avril de 1945. Il n'est pas sure, que ce soit vrai ou non. Max Kimmich était cependant arrêté et placé dans un camp d’internement pour quelque temps (une photo prises quinze jours après le premier interrogatoire par un journaliste américain montre seulement sa petite fille avec sa mère et sa grand-mère). Mais sa carrière ne pâtit pas durablement de cette affaires : ses œuvres, Ma vie pour l'Irlande, Le Renard de Glenarvon et Germanin sont censurées par la censure militaire des Alliés au début, mais après 1950, elles sont à nouveau permises par l'Union cinématographique allemande. Dans les années d'après-guerre, il écrit aussi des scripts pour la radio et la télévision et travaille pour la Deutscher Filmring, une compagnie de cinéma bavaroise. Max Kimmich meurt le 16 janvier 1980 à Icking.

## Filmographie partielle
- 1930 : Kennst du das kleine Haus am Michigansee?
- 1939 : Der vierte kommt nicht
- 1939 : Der letzte Appell
- 1940 : Le Renard de Glenarvon (Der Fuchs von Glenarvon)
- 1941 : Ma vie pour l'Irlande (Mein Leben für Irland)
- 1943 : Germanin

## Sources
- (de) Cinegraph, Encyclopédie du cinéma allemand,Hans-Michael Bock, édition critique. Publication mise à jour en 1984.
- (de) Wer ist wer, (Le Who's who allemand), Vol. 13, 1958.
- (de) Weniger, Kai : La grande encyclopédie des personnalités du cinéma.